# Volkshochschule Göttingen Osterode
Volkshochschule Göttingen Osterode gGmbH ist eine kommunale Erwachsenenbildungseinrichtung für Göttingen, Osterode am Harz, Duderstadt und Hannoversch Münden, wo jeweils Geschäftsstellen unterhalten werden. Die gemeinnützige GmbH entstand 2008 aus den bis dahin eigenständigen Volkshochschulen der Städte Göttingen und Osterode. VHS Göttingen Osterode gehört zum Netzwerk der rund 900 Volkshochschulen in Deutschland, die im Deutschen Volkshochschulverband (DVV) zusammengeschlossen sind.
Als typische Volkshochschule bietet VHS Göttingen Osterode Kurse und andere Formen von Erwachsenenbildung auf Gebieten wie
- Fremdsprachen
- Deutsch als Zweitsprache
- Kulturelle Bildung, Kunst, Literatur
- Gesundheitsbildung
- Berufliche Bildung und Weiterbildung
- EDV
- Grundbildung und Alphabetisierung
- Kurse zum Nachholen von Schulabschlüssen im Erwachsenenalter